# Ori di Taranto

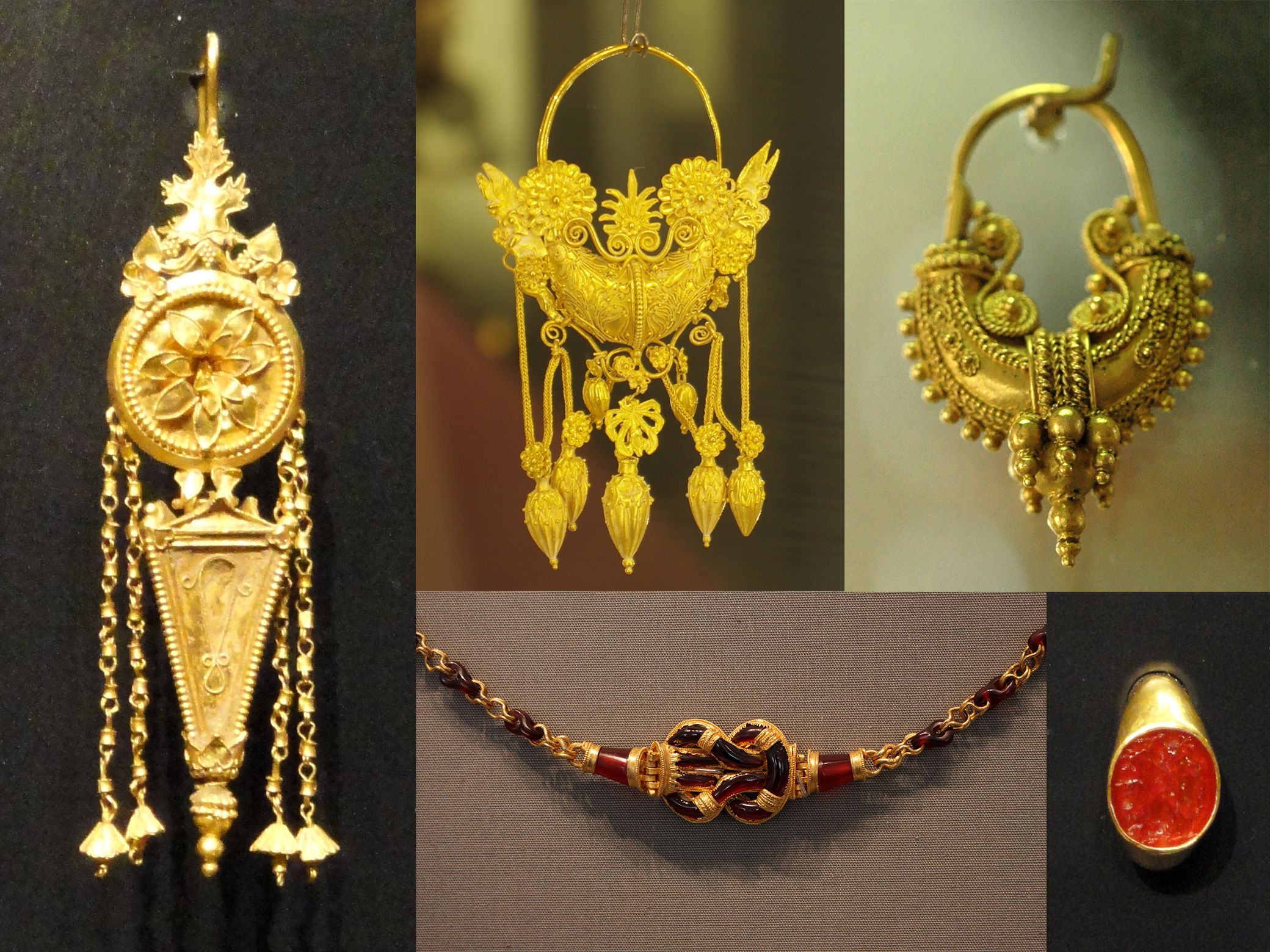
Gioielli in oro, IV-III secolo a.C.

Gli ori di Taranto sono una collezione museale di gioielli tra cui anelli, orecchini, bracciali, corone e consistono in preziosi monili di epoca ellenistica e romana. Sono custoditi nel Museo archeologico nazionale di Taranto, il MArTA.

## Descrizione
I gioielli, custoditi nella sezione dedicata all'arte orafa in età ellenistica del Museo nazionale archeologico di Taranto, costituiscono un'importante testimonianza di come la lavorazione dei metalli preziosi, e in particolare dell'oro, fosse una delle attività più apprezzate nella famosa città della Magna Grecia tra il IV e il I secolo a.C. Essi si inseriscono nella categoria di oggetti di lusso che fanno parte della storia di un popolo e di una comunità, come preziosa testimonianza storica e come sintesi della famosa lavorazione dell'oro in età ellenistica e romana. I concetti di lavorazione orafa, manualità e preziosità dei materiali, rendono questa collezione museale unica nel suo genere.
Le principali tecniche di lavorazione erano quelle di martellatura, cesellatura, filigrana e granulazione.
Fra i pezzi in esposizione nella "Sala degli ori", si segnalano i gioielli appartenuti ad alcuni corredi funerari, tra i quali si notano:
- "Diadema con ornato floreale" da Crispiano (Taranto)
- "Bracciale con verga tortile" da Mottola (Taranto)
- "Orecchino a navicella" con lavorazione in filigrana e granulazione
- "Orecchini a testa di leone"
- "Schiaccianoci"
- "Diadema da Canosa (Bari) in oro e pietre dure" con decorazione a motivi floreali
- "Teca in argento da Canosa (Bari)" a forma di conchiglia

Negli anni ottanta gli ori furono esposti con enorme successo di pubblico in una mostra itinerante tenutasi a Milano, Parigi, Amburgo e Tokyo.
Tale mostra suscitò però anche polemiche per la sparizione di un orecchino d'oro, avvenuta in circostanze mai chiarite.

## Gli ori e l'Esposizione Mondiale Universale
Il lusso che gli ori rappresentano è spesso portato a modello di esclusività come un vero e proprio "brand italia". Per questo motivo ben 80 pezzi della collezione sono stati esposti ad EXPO Shanghai nel 2010 e 5 pezzi destinati al Padiglione Italia per EXPO Milano nel 2015.